# Dorylus kohli
Dorylus kohli is een mierensoort uit de onderfamilie van de Dorylinae. De wetenschappelijke naam van de soort is voor het eerst geldig gepubliceerd in 1904 door Wasmann.